# Konfrontacja Sztuk Walki
Konfrontacja Sztuk Walki (KSW) ist eine polnische Mixed-Martial-Arts-Organisation mit Sitz in Warschau. Sie ist der größte MMA-Veranstalter in Europa.

## Geschichte

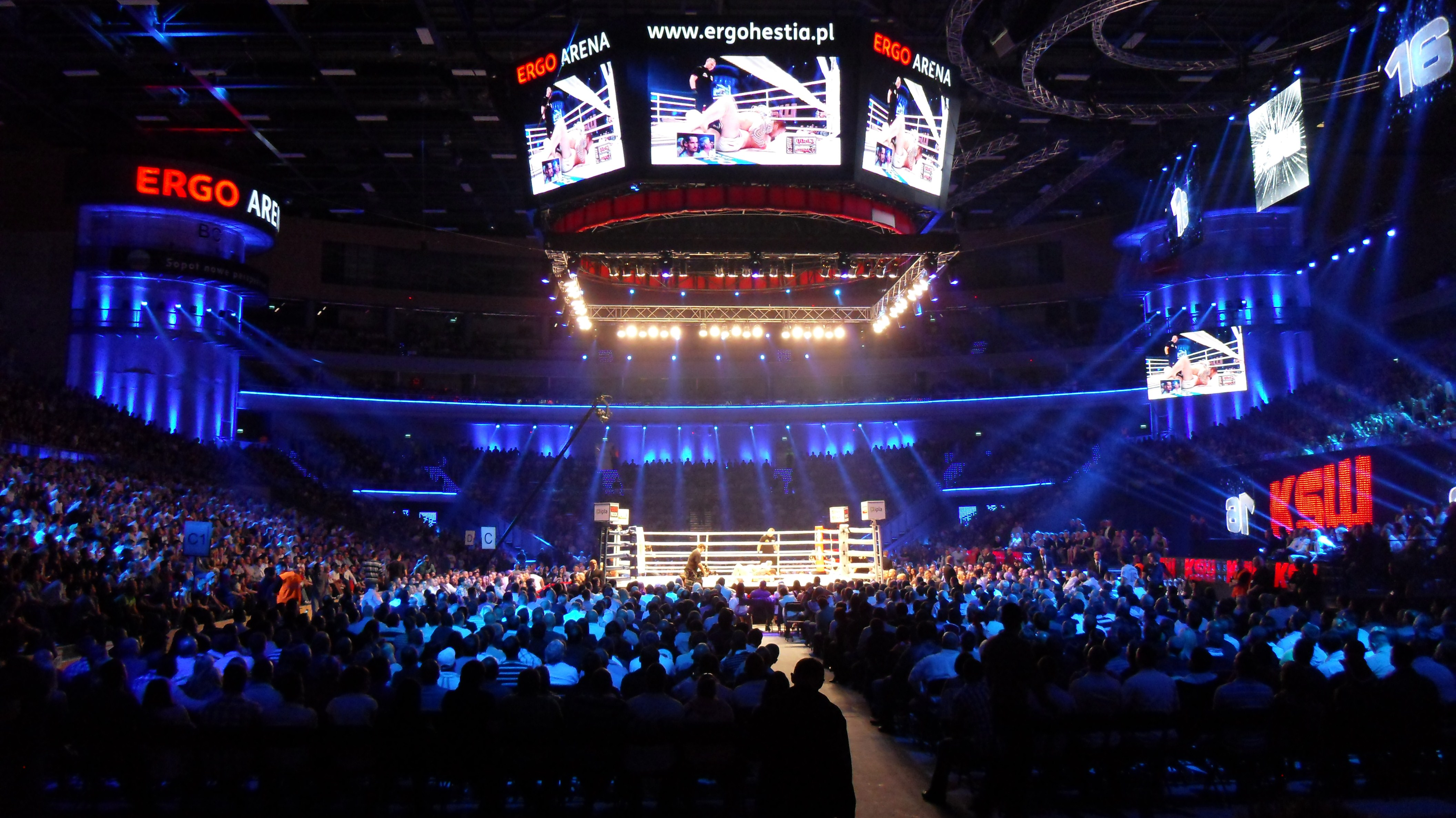
KSW 16

Die erste KSW Gala fand am 27. Februar 2004 im Warschauer Hotel Marriott statt. Die Gründer und Besitzer der Organisation sind Maciej Kawulski und Martin Lewandowski. 
Ab dem 1. Dezember 2011 (KSW 17) werden finanzielle Prämien in den folgenden Kategorien vergeben: Knockout, Submission und Fight of the Night. Der Wettbewerb fand im Format von 4er- oder 8er-Turnieren (bis 2011) und Einzelkämpfen statt. Seit Beginn der Organisation im Jahr 2004 werden Kämpfe bei KSW-Galas in einem Boxring ausgetragen. Ab der Gala Nummer 27 im Mai 2014 finden die Kämpfe in einem runden Käfig statt. Ab 3. Dezember 2017 (KSW 37) auch in der Kategorie „Aufführung der Nacht“. 2017 und 2018 wurde die Organisation für die World MMA Awards nominiert. Der Sportdirektor der Organisation ist jedoch Wojsław Rysiewski. KSW erreichte in den letzten Jahren immer mehr an Popularität, am 27. Mai 2017 fand die 39. Gala von KSW im polnischen Nationalstadion (PGE Narodowy) mit 56.000 Zuschauern statt. Es war eines der größten MMA-Events der Welt.
Am 18. Juni 2022 fand zum ersten Mal in der Geschichte von KSW ein Kickbox-Kampf nach der K-1-Formel mit kleinen Handschuhen statt.
Am 10. Mai 2023 kündigte der KSW-Verband die Einführung der Ruhmeshalle an, also einer eigenen Ruhmeshalle, die jedes Jahr darauf abzielt, Spieler und andere Personen auszuzeichnen, die einen einzigartigen Beitrag zur Geschichte der Organisation geleistet haben. Der erste geehrte Spieler, der in die Ruhmeshalle aufgenommen wurde, war der ehemalige KSW-Kommentator und erste KSW-Turniersieger, Łukasz „Juras“ Jurkowski.
Am 24. Februar 2024 fand eine spezielle XTB KSW Epic-Gala statt, bei der es um die Organisation von Kämpfen in anderen Formeln als nur MMA ging.

## Gewichtsklassen
- Strohgewicht (Frauen) (bis 52 kg / strawweight 115 lb)
- Fliegengewicht (Frauen) (bis 57 kg / flyweight 125 lb)
- Federgewicht (bis 65,8 kg / featherweight 145 lb)
- Leichtgewicht (bis 70,3 kg / lightweight 155 lb)
- Weltergewicht (bis 77,1 kg / welterweight 170 lb)
- Mittelgewicht (bis 83,9 kg / middleweight 185 lb)
- Halbschwergewicht (bis 93 kg / light heavyweight 205 lb)
- Schwergewicht (bis 120,2 kg / heavyweight 265 lb)

## Titelträger

### Aktuelle Titelträger
Die KSW-Titelträger der verschiedenen Gewichtsklassen:

#### Herren
| Gewichtsklasse    | Gewichtslimit                 | Titelträger        | seit                            | Verteidigungen |
| ----------------- | ----------------------------- | ------------------ | ------------------------------- | -------------- |
| Schwergewicht     | 206 bis 265 lb (bis 120,2 kg) | Phil De Fries      | 14. April 2018 (KSW 43)         | 12             |
| Halbschwergewicht | 186 bis 205 lb (bis 93 kg)    | Rafał Haratyk      | 24. Februar 2024 (XTB KSW Epic) | 1              |
| Mittelgewicht     | 171 bis 185 lb (bis 83,9 kg)  | Paweł Pawlak       | 3. Juni 2023 (XTB KSW 83)       | 2              |
| Weltergewicht     | 156 bis 170 lb (bis 77,1 kg)  | Adrian Bartosiński | 22. April 2023 (XTB KSW 83)     | 3              |
| Leichtgewicht     | 146 bis 155 lb (bis 70,3 kg)  | Salahdine Parnasse | 5. Juni 2023                    | 3              |
| Federgewicht      | 136 bis 145 lb (bis 65,8 kg)  | Salahdine Parnasse | 18. Dezember 2021 (KSW 65)      | 2              |
| Bantamgewicht     | 126 bis 135 lb (bis 61,2 kg)  | Sebastian Przybysz | 25. Januar 2025 (XTB KSW 102)   | 1              |